# Independence Air
Independence Air was een goedkope luchtvaartmaatschappij in Loudoun County, Virginia die functioneerde van 1989 tot 2006. Het routenetwerk was geconcentreerd op de oostkust van de Verenigde Staten, maar breidde zich ook uit naar de westkust. De hub was Washington Dulles International Airport.
Alle verrichtingen werden op 5 januari 2006 gestopt, de maatschappij was in Chapter 11 Bankruptcy sinds 7 november 2005.